# Пасош Србије
Пасош Републике Србије је јавна путна исправа која се држављанину Србије издаје за путовање и боравак у иностранству, као и за повратак у земљу. За време боравка у иностранству, путна исправа служи њеном имаоцу за доказивање идентитета и као доказ о држављанству Републике Србије. Пасош Србије се издаје за неограничен број путовања.
У Србији се, поред српског пасоша, употребљавао пасош Савезне Републике Југославије који је важио до 31. децембра 2011.

## Почетак издавања
Почетком 2008. су представљени нови биометријски пасоши Републике Србије чије је издавање планирано да почне у марту након уручивања првих 204 почасна пасоша које је каснило и било одржано у априлу, а почетак издавања нових пасоша за грађане је из политичких и техничких разлога одложено до 7. јула 2008. Први пасоши грађанима су били уручени почетком августа 2008.

## Типови пасоша и рок важења
Типови пасоша Србије који постоје су:
- Пасош
- Дипломатски пасош
- Службени пасош
- Путни лист

### Пасош
Пасош се издаје свим држављанима Републике Србије на рок важења 10 година, осим за особе млађе 3 године, којима се издаје пасош на 3 годиа, и особама млађимод 14 година, за које се пасош издаје на 5 година.
Особи коме се не могу узети отисци прстију услед привремених околности пасош се издаје са роком важења од годину дана, док ако се отисци пристију не могу узети услед трајних околности, пасош се издаје са роком важења од десет година.
Пасош се може издати са краћим роком важења у складу са Законом о путним исправама.
Пасош може бити одузет у случајевима:
- ако је путна исправа издата на основу нетачних података
- ако њен ималац другом лицу омогући да путну исправу користи као своју
- ако је њеном имаоцу престало држављанство Републике Србије
- ако се накнадно утврди да су постојале околности под којима се одбија издавање (ако постоји наредба о спровођењу истраге или је подигнута оптужница; осуђеник на безусловну казну у трајању од најмање 3 месеца, а док не издржи казну; ако му је забрањено путовање у складу са признатим међународним актима; особи је забрањено кретање ради спречавање епидемије), а надлежни орган је за њих сазнао касније или су ти разлози настали после издавања путне исправе

### Дипломатски пасош
Дипломатски пасош је пасош који се издаје држављанима Републике Србије ради ефикасног обављања државних послова у иностранству, предвиђених међународним правом, а који имају статус дипломатског агента, конзуларног функционера, функционера међународних организација, дипломатским куририма, као и највишим државним функционерима, у складу са прописом Владе Републике Србије.
Дипломатски пасош се може издати и члану уже породице лица коме је издат такав пасош, који с њим живи у заједничком домаћинству и с њим путује у иностранство или борави у иностранству.
Дипломатски пасош  издају се са роком важења од пет година, односно престанком права на дипломатски пасош.

#### Право на дипломатски пасош у складу са прописом Владе Републике Србије
Право на дипломатски пасош у складу са прописом Владе Републике Србије имају:
- председнику Републике Србије
- председнику Народне скупштине Републике Србије
- председнику Владе Републике Србије
- потпредседнику Владе Републике Србије
- министру у Влади Републике Србије
- председнику Уставног суда Републике Србије
- председнику Врховног суда Републике Србије
- гувернеру Народне банке Србије
- начелнику Генералштаба Војске Србије
- запосленима у Министарству спољних послова, у складу са законима, Уредбом издавању дипломатских и службених пасоша и прописом министра спољних послова
- по престанку функције:
  - председнику Републике
  - председнику Народне скупштине
  - председнику Владе
  - министру спољних послова

Ради обављања поверене мисије у иностранству, на образложени предлог, дипломатски пасош се издаје:
- народном посланику у Народној скупштини
- Тужиоцу за ратне злочине Републике Србије
- председницима скупштина и влади аутономних покрајина
- руководиоцу цивилне и војне службе безбедности

Дипломатски пасош издаје се лицу које је именовано за амбасадора добре воље Републике Србије или је њен амбасадор добре воље у међународним хуманитарним, спортским, културним или другим организацијама.

### Службени пасош
Службени пасош се издаје службеницима дипломатских или конзуларних представништава Републике Србије који немају право на дипломатски пасош, као и државним службеницима, државним службеницима на положајима и руководећим радницима са посебним овлашћењима у другим државним органима, када путују у иностранство службеним послом који захтева поседовање службеног пасоша, у складу са прописом Владе.
Службени пасош се може издати и члану уже породице лица коме је издат такав пасош, који с њим живи у заједничком домаћинству и с њим путује у иностранство или борави у иностранству.

#### Право на службени пасош у складу са прописом Владе Републике Србије
Право на службени пасош у складу са прописом Владе Републике Србије имају:
- председнику Привредне коморе Србије
- Врховном јавном тужиоцу
- директору Канцеларије за европске интеграције
- На образложени предлог, односно молбу државног органа или надлежног тела међународне организације за издавање дипломатског или службеног пасоша, потписана од стране овлашћеног лица у државном органу, подноси се Министарству спољних послова заједно са попуњеним  захтевом за издавање пасоша и прилозима у смислу члана 30. Закона о путним исправама

### Путни лист
Путни лист је путна исправа која се издаје држављанину Републике Србије који је у иностранству без путне исправе, ради повратка у Републику Србију. Путни лист издаје дипломатско или конзуларно представништво Републике Србије на чијем се подручју затекао држављанин Републике Србије који је у иностранству без путне исправе.

## Изглед српског пасоша

#### Опис
На корицама пасоша, које су „царско“ (бургундијско) црвене боје, налази се име и грб Србије, натпис „ПАСОШ“, написан ћирилицом у златној боји и ознака да је пасош биометријски. На унутрашњој страни корица је натпис „Србија“, наизменично ћириличким и латиничким писмом, који ће бити видљиви само на ултраљубичастом светлу.
Први лист у пасошу је поликарбонатски, тврђи је и дебљи (пластичан) у односу на остале стране, којих има укупно 32 и намењене су за печате и визе, прошивене на специјалан начин и специјалним флуоресцентним концем црвено-плаво-беле боје.
На предњој страни поликарбонатског листа српским, енглеским и француским језиком написан је назив државе и натпис „ПАСОШ“, а на другој страни листа су лични подаци власника.
Према елементима заштите нови пасош се највише разликује од старог и има велики број нивоа заштите, што га чини једним од најмодернијих у Европи. Новина је чип са биометријским подацима власника који се налази унутар прве странице пасоша, у дну исте стране стране налази се машински читљива зона са личним подацима. Заштита ове странице је изузетно важна како би се спречило фалсификовање, тако да има кинеграм, оптички варијабилне боје, у процесу ламинације уносе се мат и сјајни елементи, и направљена је од више слојева пластике. Подаци се урезују ласером, али не на први, већ на доње слојеве поликарбоната. То значи да би неко, ако хоће да измени податке, морао да оштети површински слој. При површинском слоју који се налази изнад фотографија имаоца пасоша, на страници која садржи личне податке, угравирана је химна Србије исписана ћирилицом, провидним словима (готово невидљиво голим оком). На истој страници се, такође, налази и холограм на коме се, у зависности од угла гледања може видети фотографија имаоца или датум истека пасоша.
Остале странице су предвиђене за визе и печате, на себи имају грб Србије и ишаране су благим бојама од којих доминирају црвена, жута, зелена и плава. Садрже и водени жиг, заштитне нити и друге скривене елементе, који пасош чувају од фалсификовања.
На изради идејних решења за пасош радила је заједничка комисија МУП и Завод за израду новчаница.
Нови модеран пасош је био један од главних услова за укидање виза грађанима Србије за путовања у земље потписнице Шенгенског споразума.

#### Страница са идентификационим подацима
Пасош Србије садржи следеће податке:
- Тип ('' за пасош)
- Код државе (SRB за Србију)
- Серијски број пасоша
- Презиме и име носиоца пасоша
- Држављанство (Republike Srbije)
- Датум рођења (ДД. ММ. ГГГГ)
- ЈМБГ (јединствени матични број грађана)
- Пол ( за мушкарце или Ž / F за жене)
- Место и држава рођења
- Пребивалиште
- Издат од (назив полицијске управе/станице која је издала документ)
- Датум издавања (ДД. ММ. ГГГГ)
- Датум истека (ДД. ММ. ГГГГ)
- Потпис и фотографију носиоца пасоша

#### Језици
Пасош је исписан на српском (ћириличним писмом), енглеском и француском језику, док су лични подаци носиоца пасоша исписани српским језиком (латиничним писмом).

### Визни режим
Носиоци српског пасоша могу путовати без визе у државе Европске уније (осим Ирске) до 90 дана у периоду од 180 дана и у Русију до 30 дана
Носиоци српског пасоша могу путовати без визе, или са визом добијеном по доласку, у око 130 земаља.

### Путовање са личном картом
У следеће државе држављани Србије могу путовати са важећом биометријском личном картом:
| Државе              | Дозвољен останак |
| ------------------- | ---------------- |
| Босна и Херцеговина | 90 дана          |
| Северна Македонија  | 90 дана          |
| Црна Гора           | 30 дана          |
| Албанија            | 90 дана          |

## Дипломатска порука
На последњој корици са унутрашње стране пише следећа дипломатска порука на српском, енглеском и француском језику:
"Овај пасош служи његовом носиоцу за путовање у иностранством, као и за утврђивање његовог идентитета и држављанског статуса током боравка у иностранству.
Носилац пасоша је дужан да нестанак пасоша без одлагања пријави надлежном органу за издавање путних исправа и виза, а у иностранству, најближем дипломатском или конзуларном представништву Републике Србије, које је у обавези да носиоцу пасоша пружи конзуларну помоћ и заштиту."

## Акција „Нови српски пасош — ново лице Србије“
Влада Републике Србије, Вечерње новости и РТС спровели су акцију „Нови српски пасош — ново лице Србије“ у циљу промоције нове путне исправе. Прве 204 путне исправе Републике Србије почетком маја додељене су најистакнутијим грађанима Републике Србије и српске дијаспоре. Цифра 204 узета је симболично због 204 године од обнављања српске државности. Критеријуми су људска изузетност, професионална изузетност, школска и факултетска изузетност, афирмација Републике Србије у иностранству, као и досадашња медијска неекспонираност. Жири су чинили Биљана Степановић, Миодраг Стојковић, Здравко Чолић, Александар Ђорђевић, Дејан Илић, Манојло Вукотић и Бојан Бркић.
Почетком априла изабрани су носиоци почасних пасоша. У исто време је из техничких разлога дошло до одлагања издавања нових пасоша до 7. јула 2008. године.